# Fernandel

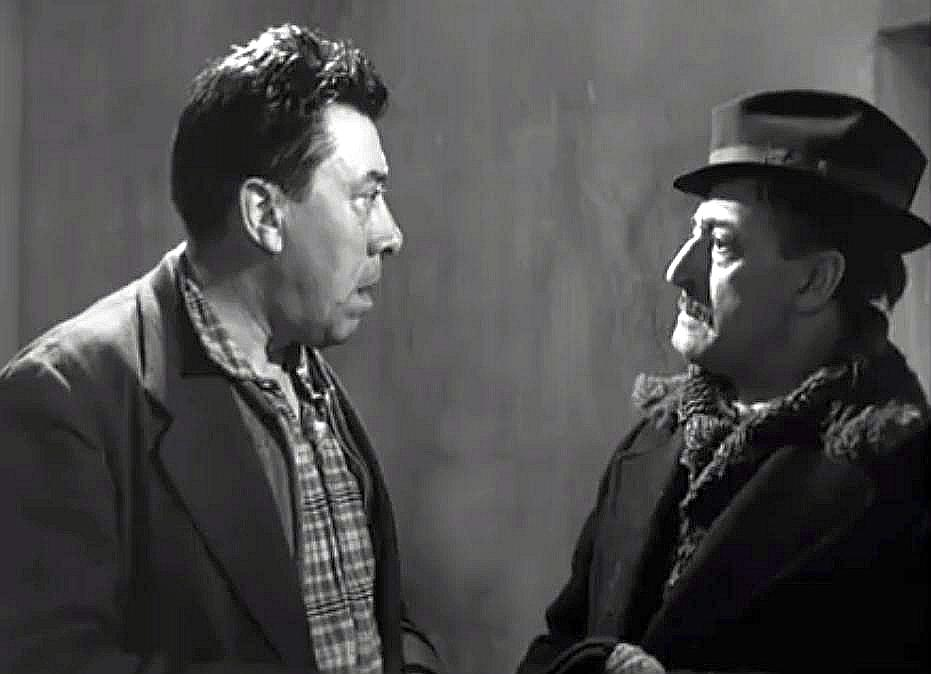
Fernandel y Totò en la película de 1958 La legge è legge, de Christian-Jaque.

Fernandel (Fernand Joseph Desiré Contandin: Marsella, 8 de mayo de 1903 - París, 26 de febrero de 1971) fue un actor cómico francés. Su nombre artístico, "Fernandel", le vino porque su suegra decía que ahí venía el Fernand d'elle (Fernand de ella, o sea, de la hija casada con el actor). Sin embargo, se dice que es una versión apócrifa.

## Biografía
Nació en Marsella de padres italianos (Dioniso Coutadin y Desirea Bedouina). Hay un comentario muy difundido en Italia de que el niño Fernandel en realidad nació en Perosa (lugar del Piamonte donde vivían originariamente su padre y madre) y luego fue trasladado a los pocos días a Francia, para así poder tener la nacionalidad francesa por nacimiento. Fernandel hablaba desde niño pequeño el dialecto piamontés como lengua madre, y solamente después de los cinco años empezó a hablar bien el francés, cuando empezó a ir a la escuela. 
Comenzó su carrera siendo joven actuando en los escenarios de varietés del sur de Francia y cantando con su hermano ante los heridos de la I Guerra Mundial. Poco tiempo después en el año 1928, tras un gran éxito en el teatro Odeón de Marsella, se fue a París. Allí lo descubrió para el cine el actor y dramaturgo Sacha Guitry.
Era muy reconocido por su rostro prácticamente caballuno.
La gran oportunidad le llegó con "Isidoro", en que interpretaba al tonto del pueblo. Pero la fama internacional la alcanzó cuando dio vida en el cine a Don Camilo, el papel protagonista de la saga de libros del mismo nombre de Giovanni Guareschi. Don Camilo es un cura de pueblo en constante disputa con su amigo el alcalde comunista Pepón (Peppone).
El éxito de Fernandel duró desde 1930 hasta su muerte en 1971 en París. Durante este tiempo, protagonizó más de cien películas y era uno de los cómicos más famosos y queridos de Francia. También en Italia era muy famoso.

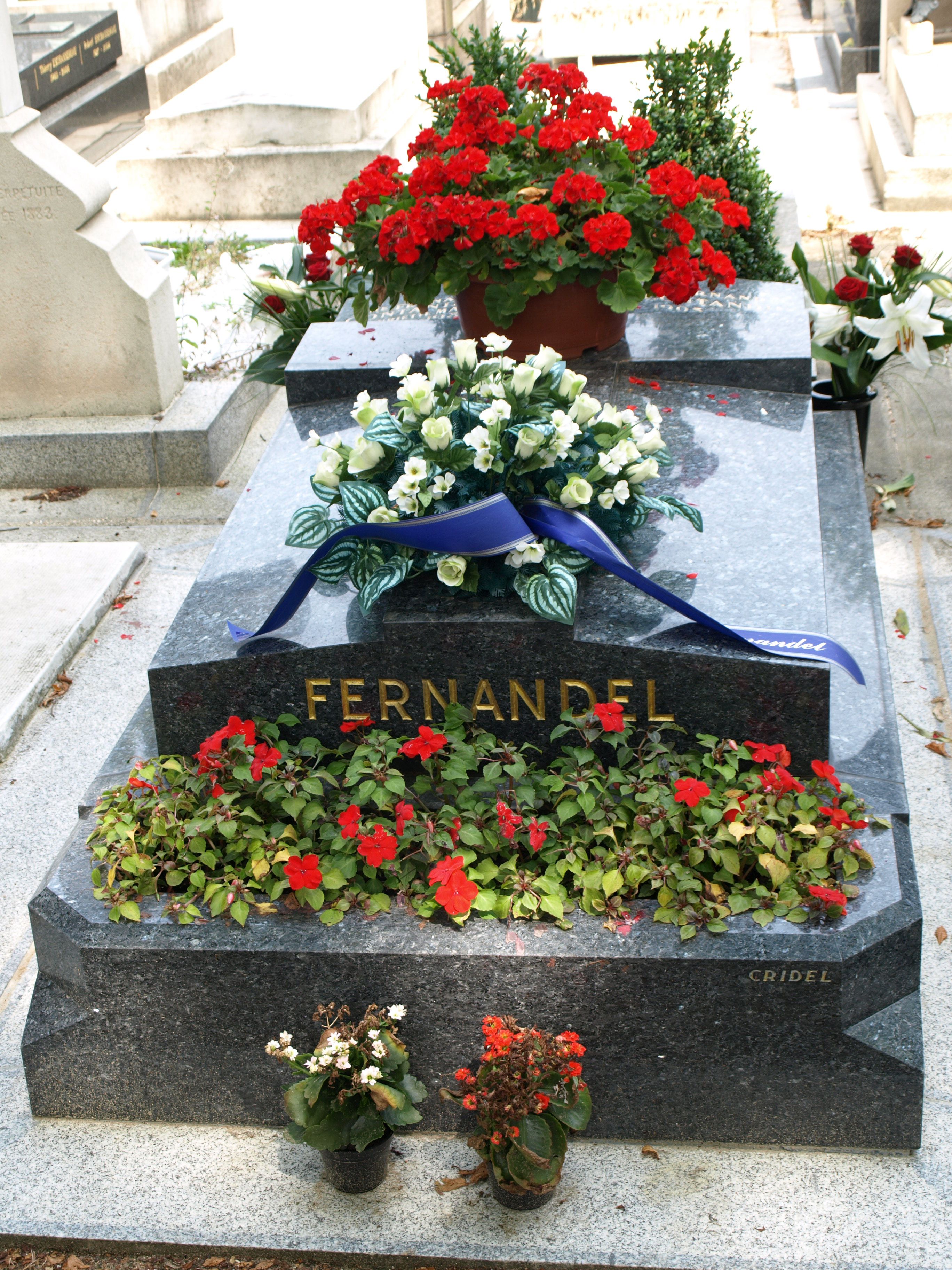
La tumba de Fernandel, en el Cementerio de Passy (París).

## Descendencia
Fernandel y su esposa tuvieron tres hijos:
- Josette, nacida el 19 de abril de 1926, fallecida el 22 de noviembre de 2017.
- Janine, nacida el 18 de abril de 1929, murió el 4 de enero de 2020.
- Franck, nacido el 10 de diciembre de 1935, fallecido el 8 de junio de 2011.

La prensa sensacionalista, aficionada a los escándalos de los famosos, nunca encontró ninguno en la vida privada de Fernandel. Tanto es así que uno de ellos tituló en una ocasión, en un gesto de autodesprecio: 'La mujer oculta de Fernandel', siendo dicha mujer la suya propia, que nunca presentó.

## Don Camilo
Después de sus primeros éxitos en los años 30, en los años 50, Fernandel volvió a encontrarlo con varias películas, pero es sobre todo la serie de Don Camilo, tomada de la obra de Giovannino Guareschi, en la que el sacerdote y el alcalde comunista de un pequeño pueblo italiano se enzarzan en una tranquila lucha por la influencia, la que, con su interpretación bonachona en estos tiempos de guerra fría, consolidó su reputación. Hizo seis películas en total: El pequeño mundo de Don Camilo (1951) y El regreso de Don Camilo (1953) de Julien Duvivier, luego, con otros directores, Don Camilo y el honorable Peppone (1955), Don Camilo, monseñor (1961), El camarada Don Camilo (1965) y, finalmente, Don Camilo y los concursantes', que comenzó en 1970 pero que no pudo completar a causa del cáncer del que fallecería Fernandel al año siguiente.

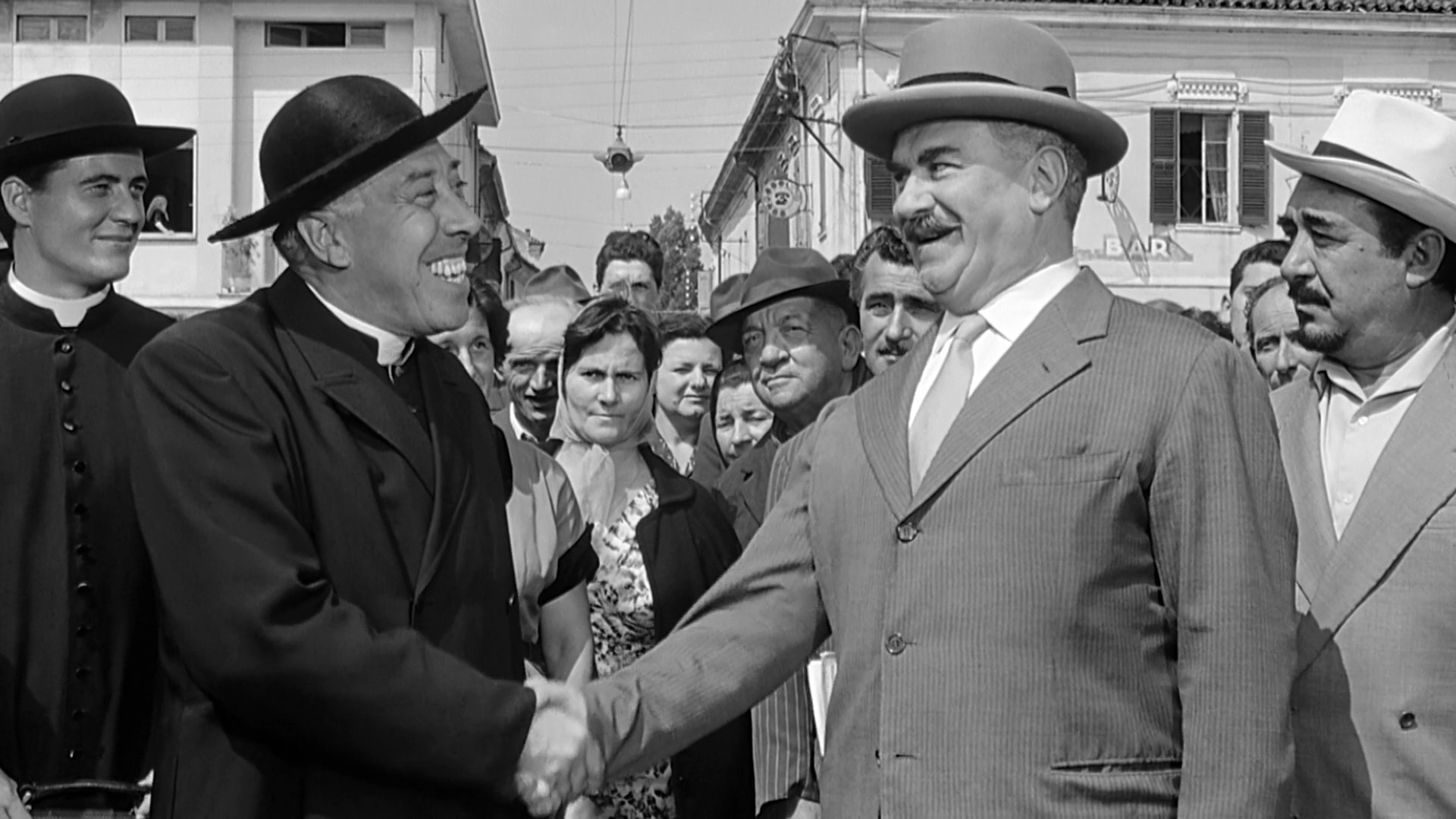
Don Camilo (Fermandel) y Peppone (Gino Cervi) en una escena de Don Camilo, monseñor en 1961

## Filmografía

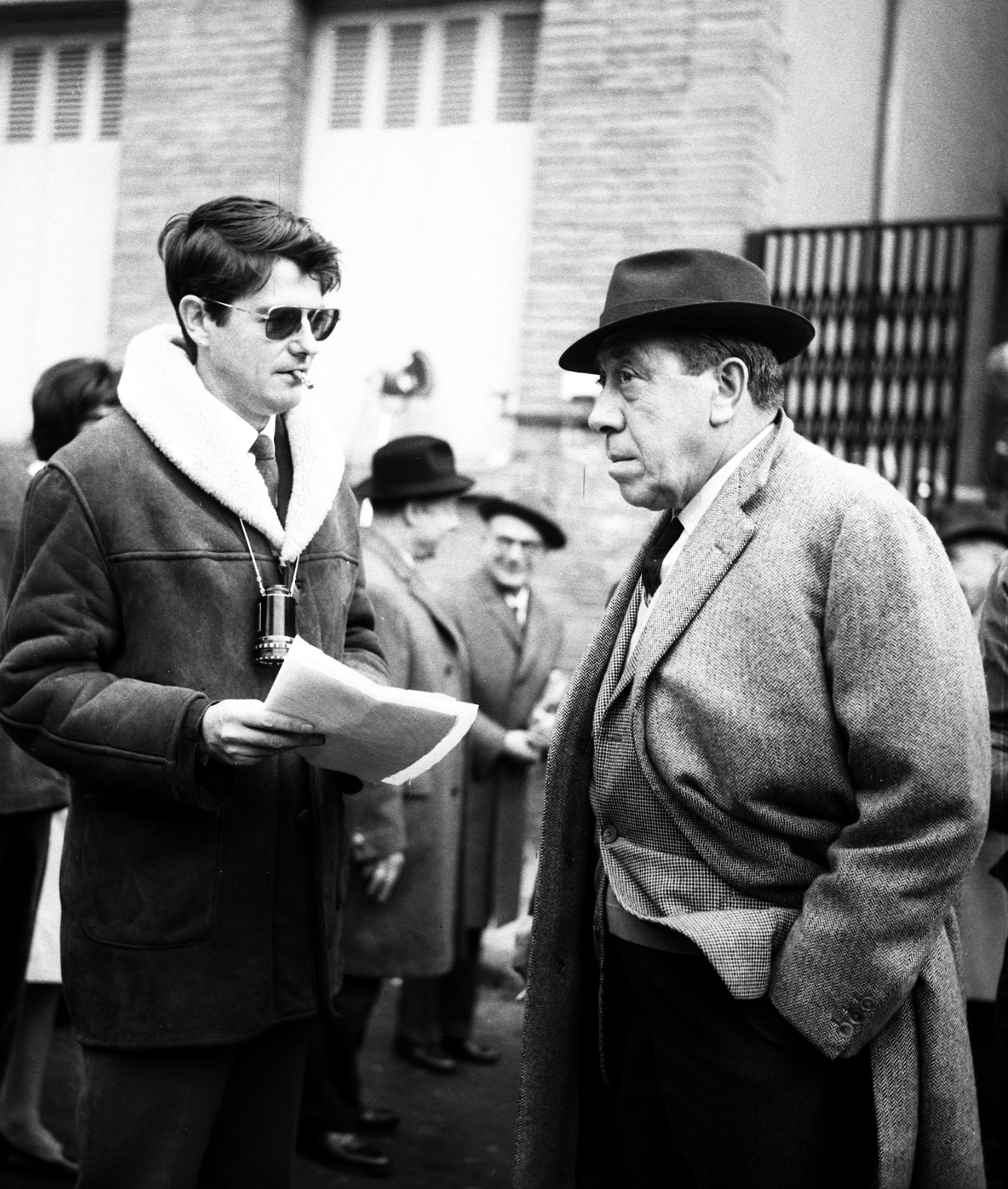
Fernandel con Jean-Pierre Mocky en La Bourse ou la Vie (noviembre de 1965).

| Año  | Título                                | Papel                                                                 | Director                               | Notas              |
| ---- | ------------------------------------- | --------------------------------------------------------------------- | -------------------------------------- | ------------------ |
| 1931 | Le Blanc et le Noir                   | Le groom vierge                                                       | Marc Allégret y Robert Florey          |                    |
| 1931 | On purge bébé                         | Horace Truchet                                                        | Jean Renoir                            |                    |
| 1931 | Paris Béguin                          | Ficelle                                                               | Augusto Genina                         |                    |
| 1931 | Bric-à-brac et compagnie              | Fernand                                                               | André E. Chotin                        |                    |
| 1932 | Le Chant du marin                     |                                                                       | Carmine Gallone                        |                    |
| 1932 | Coeur de lilas                        | Le garçon d'honneur                                                   | Anatole Litvak                         |                    |
| 1932 | Le rosier de Madame Husson            | Isidore                                                               | Dominique Bernard-Deschamps            |                    |
| 1932 | Vive la classe                        | Moussin                                                               | Maurice Cammage                        |                    |
| 1932 | Pas de femmes                         | Casimir                                                               | Mario Bonnard                          |                    |
| 1932 | Les Gaîtés de l'escadron              | Vanderague                                                            | Maurice Tourneur                       |                    |
| 1932 | Un homme sans nom                     | Julot                                                                 | Roger Le Bon and Gustav Ucicky         |                    |
| 1932 | Un beau jour de noces                 | Gustave Dupied                                                        | Maurice Cammage                        |                    |
| 1932 | Par habitude                          | Valentin Bourgeasse                                                   | Maurice Cammage                        |                    |
| 1932 | L'Ordonnance malgré lui               | Alfred Leveneux                                                       | Maurice Cammage                        |                    |
| 1933 | Le jugement de minuit                 | Sam Hackitt                                                           | Alexander Esway and André Charlot      |                    |
| 1933 | L'Ordonnance                          | Étienne                                                               | Viktor Tourjansky                      |                    |
| 1933 | D'amour et d'eau fraîche              | Eloi                                                                  | Félix Gandéra                          |                    |
| 1933 | Le coq du régiment                    | Médard                                                                | Maurice Cammage                        |                    |
| 1933 | Le gros lot                           |                                                                       | Maurice Cammage                        |                    |
| 1933 | Ça colle                              |                                                                       | Christian-Jaque                        |                    |
| 1934 | La garnison amoureuse                 | Frédéric, un cavalier                                                 | Max de Vaucorbeil                      |                    |
| 1934 | La Porteuse de pain                   | Billenbuis                                                            | René Sti                               |                    |
| 1934 | Une nuit de folies                    | Fernand                                                               | Maurice Cammage                        |                    |
| 1934 | Le train de huit heures quarante-sept | Croquebol                                                             | Henry Wulschleger                      |                    |
| 1934 | Les bleus de la marine                | Lafraise                                                              | Maurice Cammage                        |                    |
| 1934 | Angèle                                | Saturnin                                                              | Marcel Pagnol                          |                    |
| 1934 | Adémaï aviateur                       | Méchelet                                                              | Jean Tarride                           |                    |
| 1934 | L'hôtel du libre échange              | Boulot                                                                | Marc Allégret                          |                    |
| 1934 | Le cavalier Lafleur                   | Fernand Lafleur                                                       | Pierre-Jean Ducis                      |                    |
| 1934 | Le chéri de sa concierge              | Eugene Crochard                                                       | Giuseppe Guarino                       |                    |
| 1935 | Ferdinand le noceur                   | Ferdinand Piat                                                        | René Sti                               |                    |
| 1935 | Jim la houlette                       | Moluchet                                                              | André Berthomieu                       |                    |
| 1936 | Les gaîtés de la finance              | Marivol Lambinet                                                      | Jack Forrester                         |                    |
| 1936 | Un de la légion                       | Fernand Espitalion                                                    | Christian-Jacque                       |                    |
| 1937 | Josette                               | Albert Durandal aka Albertal                                          | Christian-Jacque                       |                    |
| 1937 | Francis the First                     | Honorin                                                               | Christian-Jacque                       |                    |
| 1937 | Les dégourdis de la 11ème             | L'ordonnance Patard                                                   | Christian-Jacque                       |                    |
| 1937 | Ignace                                | Le soldat Ignace Boitaclou                                            | Pierre Colombier                       |                    |
| 1937 | Carnet de baile                       | Fabien Coutissol                                                      | Julien Duvivier                        |                    |
| 1937 | Les Rois du sport                     | Fernand                                                               | Pierre Colombier                       |                    |
| 1937 | Regain                                | Urbain Gédémus                                                        | Marcel Pagnol                          |                    |
| 1938 | Hercule                               | Hercule Maffre                                                        | Alexander Esway                        |                    |
| 1938 | Le Schpountz                          | Irénée Fabre, 'le Schpountz'                                          | Marcel Pagnol                          |                    |
| 1938 | Barnabé                               | Barnabé                                                               | Alexander Esway                        |                    |
| 1938 | Tricoche et Cacolet                   | Tricoche                                                              | Pierre Colombier                       |                    |
| 1938 | Ernest le rebelle                     | Ernest Pic                                                            | Christian-Jaque                        |                    |
| 1939 | Raphaël le tatoué                     | Modeste Manosque, alias Raphaël                                       | Christian-Jaque                        |                    |
| 1939 | Les Cinq Sous de Lavarède             | Armand Lavarède                                                       | Maurice Cammage                        |                    |
| 1939 | Berlingot et Compagnie                | François Arnaud                                                       | Fernand Rivers                         |                    |
| 1939 | Fric-Frac                             | Marcel                                                                | Claude Autant-Lara and Maurice Lehmann |                    |
| 1940 | L'Héritier des Mondésir               | Bienaimé de Mondésir, le baron de Mondésir & ses aïeux                | Albert Valentin                        |                    |
| 1940 | Monsieur Hector                       | Hector                                                                | Maurice Cammage                        |                    |
| 1940 | La Fille du puisatier                 | Félipe Rambert                                                        | Marcel Pagnol                          |                    |
| 1940 | La Nuit merveilleuse                  | El pastor                                                             | Jean-Paul Paulin                       |                    |
| 1941 | L'Acrobate                            | Ernest Sauce                                                          | Jean Boyer                             |                    |
| 1941 | Le club des soupirants                | Antoine Valoisir                                                      | Maurice Gleize                         |                    |
| 1941 | Un chapeau de paille d'Italie         | Fadinard                                                              | Maurice Cammage                        |                    |
| 1942 | Simplet                               | Simplet                                                               | Fernandel and Carlo Rim                |                    |
| 1942 | Les petits riens                      | Astier                                                                | Raymond Leboursier                     |                    |
| 1943 | La bonne étoile                       | Auguste                                                               | Jean Boyer                             |                    |
| 1943 | Une vie de chien                      | Gustave Bourdillon                                                    | Maurice Cammage                        |                    |
| 1943 | Ne le criez pas sur les toits         | Vincent Fleuret                                                       | Jacques Daniel-Norman                  |                    |
| 1943 | La cavalcade des heures               | Antonin                                                               | Yvan Noé                               |                    |
| 1943 | Adrien                                | Adrien Moulinet                                                       | Fernandel                              |                    |
| 1945 | Le Mystère Saint-Val                  | Detective Désiré, Henri Le Sec                                        | René Le Hénaff                         |                    |
| 1945 | Naïs                                  | Toine                                                                 | Raymond Leboursier                     |                    |
| 1946 | Les gueux au paradis                  | Pons                                                                  | René Le Hénaff                         |                    |
| 1946 | L'aventure de Cabassou                | Cabassou                                                              | Gilles Grangier                        |                    |
| 1946 | Pétrus                                | Pétrus                                                                | Marc Allégret                          |                    |
| 1946 | Coeur de coq                          | Tulipe                                                                | Maurice Cloche                         |                    |
| 1948 | Émile l'Africain                      | Émile Boulard                                                         | Robert Vernay                          |                    |
| 1948 | Si ça peut vous faire plaisir         | Martial Gonfaron                                                      | Jacques Daniel-Norman                  |                    |
| 1948 | L'Armoire volante                     | Alfred Puc                                                            | Carlo Rim                              |                    |
| 1949 | L'Héroïque Monsieur Boniface          | Boniface                                                              | Maurice Labro                          |                    |
| 1949 | On demande un assassin                | Bob                                                                   | Ernst Neubach                          |                    |
| 1950 | Je suis de la revue                   | Philippe - el pintor devoto                                           | Mario Soldati                          |                    |
| 1950 | Casimir                               | Casimir                                                               | Richard Pottier                        |                    |
| 1950 | Tu m'as sauvé la vie                  | Fortuné Richard                                                       | Sacha Guitry                           |                    |
| 1950 | Meurtres                              | Noël Annequin                                                         | Richard Pottier                        |                    |
| 1950 | Uniformes et grandes manœuvres        | Luc                                                                   | René Le Hénaff                         |                    |
| 1951 | Topaze                                | Albert Topaze                                                         | Marcel Pagnol                          |                    |
| 1951 | Boniface somnambule                   | Victor Boniface                                                       | Maurice Labro                          |                    |
| 1951 | El albergue rojo                      | The Monk                                                              | Claude Autant-Lara                     |                    |
| 1951 | Adhémar ou le Jouet de la fatalité    | Adhémar Pomme                                                         | Fernandel                              |                    |
| 1951 | La Table-aux-Crevés                   | Urbain Coindet                                                        | Henri Verneuil                         |                    |
| 1952 | Don Camilo                            | Don Camillo                                                           | Julien Duvivier                        |                    |
| 1952 | Coiffeur pour dames                   | Marius, dit Mario                                                     | Jean Boyer                             |                    |
| 1952 | Le Fruit défendu                      | Doctor Charles Pellegrin                                              | Henri Verneuil                         |                    |
| 1953 | Le Boulanger de Valorgue              | Félicien Hébrard - le boulanger                                       | Henri Verneuil                         |                    |
| 1953 | Carnaval                              | Dardamelle                                                            | Henri Verneuil                         |                    |
| 1953 | El regreso de Don Camilo              | Don Camillo                                                           | Julien Duvivier                        |                    |
| 1953 | El enemigo público número 1           | Joe Calvet                                                            | Henri Verneuil                         |                    |
| 1954 | Mam'zelle Nitouche                    | Célestin Floridor                                                     | Yves Allégret                          |                    |
| 1954 | Le Mouton à cinq pattes               | Alain / Désiré / Étienne / Bernard / Charles / Édouard (their father) | Henri Verneuil                         |                    |
| 1954 | Ali Baba et les Quarante Voleurs      | Ali Baba                                                              | Jacques Becker                         |                    |
| 1955 | Le Printemps, l'Automne et l'Amour    | Fernand 'Noël' Sarrazin                                               | Gilles Grangier                        |                    |
| 1955 | Don Camilo y el honorable Peppone     | Don Camillo                                                           | Carmine Gallone                        |                    |
| 1956 | Le Couturier de ces dames             | Fernand Vignard                                                       | Jean Boyer                             |                    |
| 1956 | La vuelta al mundo en ochenta días    | a coachman in Paris                                                   | Michael Anderson                       | aparición en cameo |
| 1956 | Sous le ciel de Provence              | Paul Verdier                                                          | Mario Soldati                          |                    |
| 1956 | Honoré de Marseille                   | Honoré                                                                | Maurice Régamey                        |                    |
| 1957 | L'Homme à l'imperméable               | Albert Constantin                                                     | Julien Duvivier                        |                    |
| 1957 | His Greatest Role                     | François, Lucien Sénéchal                                             | Jean Boyer                             |                    |
| 1957 | Le Chômeur de Clochemerle             | Baptistin Lachaud dit Tistin                                          | Jean Boyer                             |                    |
| 1958 | À Paris tous les deux                 | Fernydel                                                              | Gerd Oswald                            |                    |
| 1958 | La loi, c'est la loi                  | Ferdinand Pastorelli                                                  | Christian-Jaque                        |                    |
| 1958 | La Vie à deux                         | Marcel Gaboufigue (Marguerite's husband)                              | Clément Duhour                         |                    |
| 1958 | Les Vignes du Seigneur                | Henri Lévrier                                                         | Jean Boyer                             |                    |
| 1959 | Gangster Boss                         | Antoine Venturen                                                      | Henri Verneuil                         |                    |
| 1959 | Le Confident de ces dames             | Giuliano Goberti                                                      | Jean Boyer                             |                    |
| 1959 | La Vache et le Prisonnier             | Charles Bailly                                                        | Henri Verneuil                         |                    |
| 1960 | Croesus                               | Jules                                                                 | Jean Giono                             |                    |
| 1960 | Le caïd                               | Justin Migonet                                                        | Bernard Borderie                       |                    |
| 1961 | Cocagne                               | Marc-Antoine                                                          | Maurice Cloche                         |                    |
| 1961 | Il giudizio universale                | el viudo                                                              | Vittorio De Sica                       |                    |
| 1961 | Don Camilo, monseñor                  | Don Camillo                                                           | Carmine Gallone                        |                    |
| 1961 | Dynamite Jack                         | Dynamite Jack / Antoine Espérandieu                                   | Jean Bastia                            |                    |
| 1962 | L'assassin est dans l'annuaire        | Albert Rimond                                                         | Léo Joannon                            |                    |
| 1962 | Le Diable et les Dix Commandements    | Father Gilbert                                                        | Julien Duvivier                        |                    |
| 1962 | En avant la musique                   | Attilio Cappelaro                                                     | Giorgio Bianchi                        |                    |
| 1963 | Le Voyage à Biarritz                  | Guillaume Dodut                                                       | Gilles Grangier                        |                    |
| 1963 | Blague dans le coin                   | Jeff Burlington                                                       | Maurice Labro                          |                    |
| 1963 | Le bon roi Dagobert                   | Monsieur Pelletan / Le roi Dagobert                                   | Pierre Chevalier                       |                    |
| 1963 | La Cuisine au beurre'                 | Fernand Jouvin                                                        | Gilles Grangier                        |                    |
| 1964 | Relaxe-toi chérie                     | François Faustin                                                      | Jean Boyer                             |                    |
| 1964 | L'Âge ingrat                          | Adolphe Lartigue                                                      | Gilles Grangier                        |                    |
| 1965 | El camarada Don Camilo                | Don Camillo                                                           | Luigi Comencini                        |                    |
| 1966 | La Bourse et la Vie                   | Charles Migue                                                         | Jean-Pierre Mocky                      |                    |
| 1966 | Le voyage du père                     | Quantin                                                               | Denys de La Patellière                 |                    |
| 1968 | L'Homme à la Buick                    | Armand Favrot                                                         | Gilles Grangier                        |                    |
| 1970 | Heureux qui comme Ulysse...           | Antonin                                                               | Henri Colpi                            |                    |

### Jean Gabin y Fernandel
Al tener que gestionar los crecientes ingresos de su éxito, Jean Gabin y Fernandel trataron de proteger sus ahorros de la inflación. Fernandel eligió el sector inmobiliario. Gabin compra un terreno y le dice: "Los edificios se caen a pedazos. La tierra se queda."
Unidos por la amistad y una gran estima, los dos actores crearon en 1963 su productora cinematográfica conjunta, la Gafer, nombre formado por las primeras sílabas de sus nombres artísticos. "Hicimos bien en no utilizar las primeras sílabas de nuestros apellidos", explica Fernandel. El nombre de Gabin era Moncorgé y el de Fernandel era Contandin (que habría sido Moncon).

## Recompensas y distinciones
- 1953: Caballero de la Legión de Honor (presentado por Marcel Pagnol)
- 1953: Caballero de la Orden Nacional del Mérito
- 1954: Leopardo Dorado
- 1960: Caballero de la Orden de las Artes y las Letras
- 1970: Ciudadanía honoraria

### Premios
- 1914: Segundo en el concurso de canciones Comœdia, organizado en el teatro Châtelet de Marsella (actual Capitole), por detrás de un tal Larquet, lo que le permite sin embargo debutar en el cabaret Palais de cristal
- 1949: Grand prix du rire por On demande un assassin
- 1952: Cinta de plata al mejor actor extranjero en una película italiana, concedida por el sindicato italiano de críticos de cine
- 1952: Premio al mejor actor por El pequeño mundo de Don Camilo
- 1953: Gran Premio de la Academia del Disco por Lettres de mon moulin
- 1954: Medalla al actor más popular de Bélgica (entonces 9 Oscars de popularidad en la Bélgica valona)
- 1954: Leopardo de Oro en el Festival de Locarno de 1954 por sus seis papeles en Le Mouton à cinq pattes
- 1957: Ciudadano de honor de la ciudad de Cassino (Italia)
- 1960: Oscar europeo a la popularidad
- 1964: Premio Georges-Courteline de humor otorgado por su co-receptor Bourvil
- 1964 : Premio Naranja al actor más colaborador del año por la prensa
- 1964: Orphée d'Or de l'Académie du disque lyrique por Mam'zelle Nitouche
- 1967 (7 de diciembre): invitado por el general de Gaulle al Palacio del Elíseo para una recepción oficial con otros artistas franceses.
- 1968: Ingreso en el Gran Consejo de Vinos de Burdeos
- 1968: Gran premio de la Academia del disco por Lettres de mon moulin
- 1970: Premio durante la Nuit du cinéma de Claude Dauphin

## Eponimia
El asteroide (9346) Fernandel fue nombrado así por este actor.